# Санкт-Петербургская детская школа искусств имени М. Л. Ростроповича
Санкт-Петербургская детская школа искусств имени М. Л. Ростроповича. (Санкт-Петербургское государственное бюджетное учреждение дополнительного образования «Санкт-Петербургская детская школа искусств им. М. Л. Ростроповича», ранее — Детская музыкальная школа № 1 имени В. И. Ленина Ленинского района города Ленинграда).

## История школы
История первой в России государственной детской музыкальной школы началась в 1918 году, когда слесарь Алексеев и работник пушечного раздела Фомин, рабочие Путиловского (ныне Кировского) завода обратились к В. И. Ленину с просьбой организовать художественную студию для их детей. Несмотря на тяжелое положение в стране, на множество важных и неотложных дел, Владимир Ильич нашел время заняться просьбой рабочих. Им выделили роскошный особняк — дом 8 по Рижскому проспекту. Из музыкального магазина на платформах, которые тащил по трамвайным рельсам маленький паровозик, в особняк привезли инструменты. В 1920 году студия занесена в список музыкальных школ и студий искусств СССР.
Для работы школы Комиссариатом народного просвещения были привлечены преподаватели Петроградской Консерватории, Академии Художеств и актеры лучших театров Петрограда. Так была заложена основа исключительно высокого качества преподавания, и это стало традицией и важнейшей отличительной чертой учебного заведения.
Узнав об открытии Детской Художественной студии (так называлась тогда школа), в нее пришли дети рабочих. Занимались они увлеченно, старательно, и уже в июле 1920 года состоялся первый концерт учащихся. Детский духовой оркестр встречал Владимира Ильича Ленина, приехавшего на Второй конгресс Коминтерна .
В 1937 году Студия была преобразована в Детскую музыкальную школу № 1 Ленинского района Ленинграда. А в 1961 году, в память об истории основания школы, ей было присвоено имя В. И. Ленина.
Администрация города при содействии М. Л. Ростроповича, постоянно уделявшего внимание потребностям школы, решила передать в пользование школе реставрированное помещение бывшей казармы лейб-гвардии Измайловского полка — дом 8 по Измайловскому проспекту, где и находится школа по настоящее время.
Друживший с коллективом школы Ростропович постоянно оказывал ей поддержку. Во время посещения школы Ростроповичем в марте 1994 года в связи с её 75-летним юбилеем, дирекция школы получила согласие на присвоение школе его имени.

## Здание школы
Дом № 8 по Измайловскому проспекту, которое школа занимает в настоящее время, спроектирован в 1799 году для казармы лейб-гвардии Измайловского полка архитектором Ф. И. Волковым. Строительство завершено в течение 1805—1806 гг. В 1884 году по проекту военного инженера Г. М. Житкова здание было расширено и перестроено с изменением фасада. В 1990-х годах здание было капитально отремонтировано и приспособлено к нуждам школы.

## Директора
- Малыгина Инна Михайловна по 5 января 2021 года
- с 3 февраля 2021 года исполнющий обязанности директора: Дудченко Алла Геннадьевна
- с сентября 2021 года директором школы назначена Смирнова Елена Александровна.

## Преподаватели
За время существования школы в ней преподавали десятки известных музыкальных педагогов, в том числе Аболишина М. Г., Панова-Яблошникова А. Г., Дмитриева Н. А., Корлас В. Б., Пономаренко И. А., Соболева Е. А., Радионова Л. А., Давыдовская М. В., Панина В. П., Радышевская Н. М., Иокимов И. Г., Маркарян И. М., Шеломов Б. И., Рейниш М. И.

Фортепиано: Гусинская Л. А., Кригель З. Я.

Скрипка: Краславская Т. Г., Смолянская Л. М.

Виолончель: Малыгина И. М.,

Баян: Репников, А. Л.

## Известные ученики
Фортепиано
- Иголинский С. Г.

Скрипка:
- Иголинский В. Г.